# Джошуа Бондо
Джошуа Бондо (англ. Joshua Bondo, нар. 25 лютого 1978, Сенете) — футбольний арбітр з Ботсвани. Арбітр ФІФА з 2007 року.

## Кар'єра
Бондо грав як футболіст за ботсванський клуб «Гартлпул». Там він настільки розчарувався через чергового арбітра під час гри в 2001 році, що перестав грати у футбол і вирішив сам стати арбітром. З 2004 року він також судив ігри у вищому дивізіоні Ботсвани.
15 листопада 2011 року Бондо відсудив свій перший матч на рівні збірних, в якому коли Руанда перемогла Еритрею з рахунком 3:1 в рамках африканського відбору до чемпіонату світу 2014 року. Під час цієї гри Бондо двічі показав жовту картку.
У 2017 році він був обраний КАФ як один з арбітрів фінального турніру Кубка африканських націй. Після чого також працював на турнірах 2019 та 2021 років. Він також судив матчі кваліфікації до чемпіонатів світу 2014, 2018 та 2022 років.